# Barbados' præsident
Barbados' præsident er statsoverhoved for Barbados og den øverstkommanderende for Barbados' militær. Embedet blev oprettet da landet blev en parlamentarisk republik den 30. november 2021. Indtil da var Barbados' statsoverhoved Elizabeth II, dronning af Barbados, som var repræsenteret på øen af en generalguvernør. Sandra Mason, den sidste generalguvernør, er også den første præsident.

## Valg
Præsidenten vælges af Barbados parlament.
Premierministeren og lederen af oppositionen nominerer i fællesskab en konsensus-kandidat 90 dage før den siddende præsidents embedsperiode udløber, og denne kandidat vælges uden afstemning, medmindre et parlamentsmedlem gør indsigelse. Hvis der gøres indsigelse, suspenderes parlamentets fælles møde, og de to kamre, Senatet og House of Assembly, mødes hver for sig og stemmer om at acceptere eller afvise kandidaten. Der kræves to tredjedeles flertal blandt de gyldige stemmer i begge kamre for at vælge en kandidat. 
Hvis der ikke er opstillet en konsensuskandidat senest 60 dage før udløbet af den siddende præsidents mandat, åbnes valget for andre kandidater. For at kunne stille op ved et sådant åbent valg skal en kandidat være nomineret af enten premierministeren, oppositionens leder eller mindst ti medlemmer af House of Assembly. Kravet om to tredjedeles flertal af gyldige stemmer i hvert kammer gælder også ved åbent valg; det betyder, at hvis der kun er opstillet én kandidat, er stemmesystemet det samme, som når der er gjort indsigelse mod en konsensus-kandidat.

## Midlertidigt fravær
Hver gang præsidentembedet er midlertidigt ledigt indtil en ny præsident er udpeget, og når indehaveren af embedet er fraværende fra Barbados, på ferie eller af anden grund er ude af stand til at udføre de funktioner, som forfatningen tildeler dem, udføres disse funktioner af en person udpeget af premierministeren efter samråd med lederen af oppositionen.

## Barbados' præsidenter
- Sandra Mason (siden 30. november 2021)